# 現代藝術博物館電子遊戲館藏列表

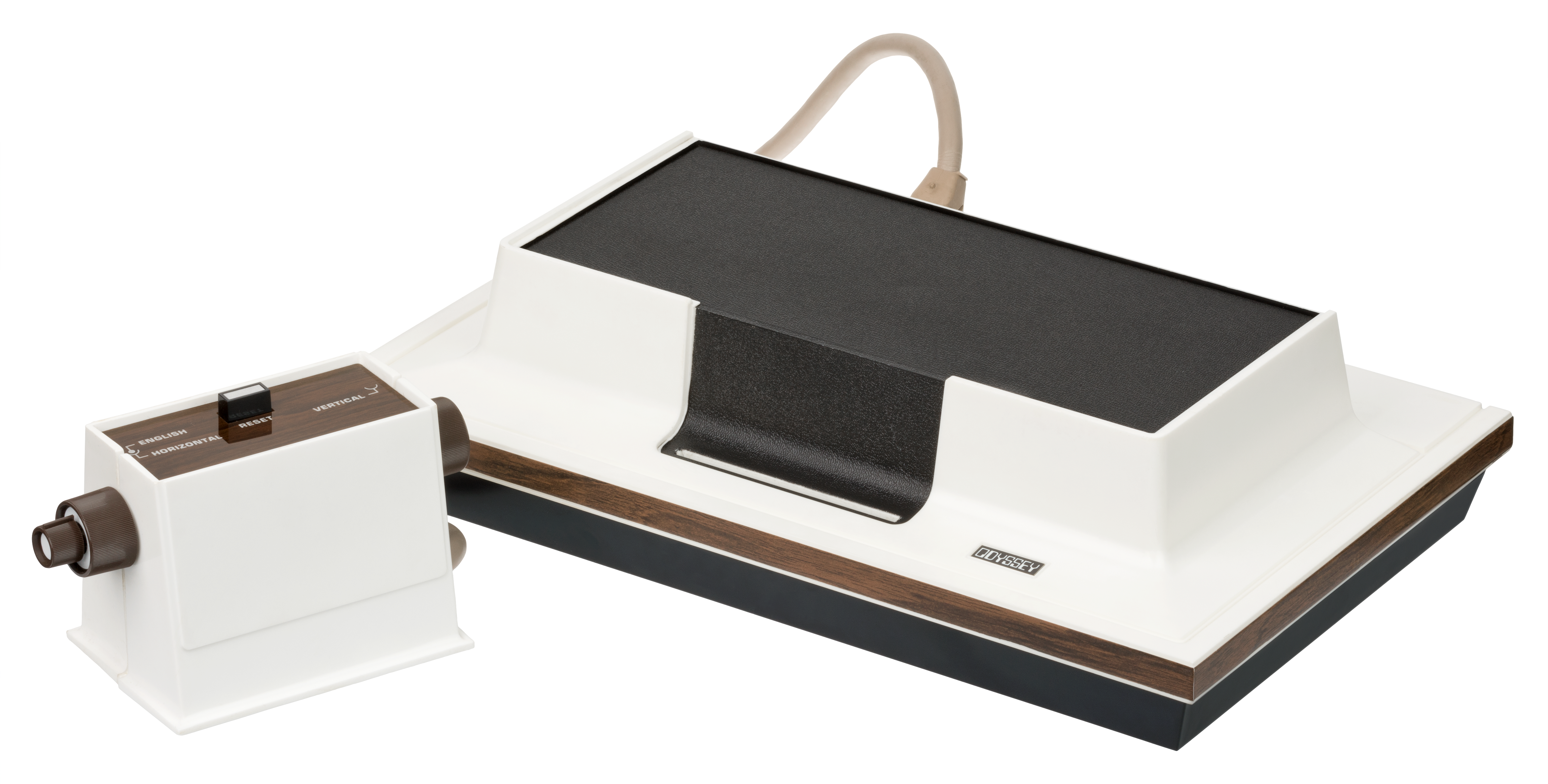
米罗华奥德赛是现代艺术博物馆收藏的首款电子游戏机

一些電子遊戲作品因為其獨特或具有影響力的設計元素，而被位於美國紐約的現代藝術博物館（英語：Museum of Modern Art，縮寫為MoMA）選為永久館藏；自2012年11月MoMA公布首波14款納入館藏的電子遊戲名單起，已經有超過20款作品以及1款電子遊戲機獲得收錄。
目前所有納入MoMA館藏的電子遊戲相關作品皆在菲力普·強生建築與設計展廳展出；部分作品並曾出現於2013年至2014年間舉辦的「應用設計」（"Applied Design"）特展中。多數展品皆提供遊玩服務；此外為凸顯電子遊戲的現代藝術性質，MoMA以較具現代感的極簡主義設計作為展館的整體風格，並盡可能地淡化懷舊元素。

## 背景
自2006年起，MoMA為跳脫多數博物館限縮於傳統媒體的展示形式而逐步開始將一些以數位平臺為媒介的作品，如數位字體等電子檔案納入展品範圍；在MoMA決定將電子遊戲納入永久館藏前，已有《塊魂》等作品於展廳進行展示。
由於各界對電子遊戲是否能劃入藝術領域的問題爭論已久，因此當MoMA決定將電子遊戲作品納入長期特展範圍及永久館藏時，一度遭到輿論反彈。為了凸顯電子遊戲的現代藝術性質、同時淡化懷舊元素，MoMA館方採用了帶有極簡主義風格的設計，將展品直接嵌入大片的純色牆面上，只露出螢幕與控制器；據「應用設計」（"Applied Design"）特展策展人保拉·安特那利表示：「我們參考了菲力普·強生於1934年舉辦的展覽『機械藝術』（"Machine Art"），將展品以極簡主義風格展示，以強調它們的設計要素。我們認為，這樣子的做法能讓遊客及觀賞者『體會到這些成品有著多麼令人驚艷的設計和不可忽視的重要作用』。」MoMA館方同時也因應人潮流動進行布展：諸如《吃豆人》等較知名的遊戲被置於靠近展場出入口處，以確保展場內部不會過於壅塞；《模擬市民》等玩法較為複雜、需時較長的遊戲則以試玩版形式展示，讓遊客可以更快的破關並繼續進行參觀。
MoMA認為專有原始碼是一款電子遊戲作品中最有價值的部分。安特那利表示：「想從那些大公司手裡購得原始碼是一件十分困難的事情。雖然我們可以對遊戲進行模擬，也可以輕鬆地取得遊戲卡帶或硬體之類的東西，但是我們期望的是透過原始碼讓未來的任何人都能在原有技術過時之後還可以將其轉譯、研究透徹，並能與之互動。」
多數MoMA選擇納入館藏的電子遊戲作品於街機黃金時代與8位元電子遊戲機世代早期間開發及推出。「少數有著高深見識的人們在這段時期裡，為這個現今擁有廣闊的範圍和無數創意想法的領域奠定了基礎。」MoMA建築與設計收藏專家保羅·加洛威（Paul Galloway）表示，「那些由他們創造的看似簡單的遊戲，直到今日仍然對許多玩家們保持著極大的吸引力。」目前除了電子遊戲作品以外，由拉夫·亨利·貝爾主導設計的美格福斯奧德賽是唯一在收錄列表內的電子遊戲機，理由是其「除了是工程與工業設計領域的傑作外，並在電子遊戲產業的早期發展歷程中有著極為重要的地位」。

## 收錄名單
第一波收錄名單於2012年11月29日公布，第二波名單於2013年6月23日公布，《快打旋風II》與《貪食蛇》則分別於2013年11月及2015年10月獨立納入館藏。當前，MoMA共收藏了22款電子遊戲及1款電子遊戲機。
註：收錄次序為該作品錄入MoMA館藏名單的順序，以館方公告為準。
| 標題／名稱     | 開發者／設計者                  | 發行平臺      | 發行年 | 備註 | 收錄次序 | 參考資料     |
| -------------- | ------------------------------- | ------------- | ------ | --- | -------- | ------------ |
| 另一個世界     | Delphine Software International | 多平臺        | 1991   | | 1        | [ 11 ] [ 4 ] |
| 爆破彗星       | 雅達利                          | 街機          | 1979   | | 2        | [ 12 ]       |
| Canabalt       | 亞當·薩爾斯曼                   | 行動電話      | 2009   | | 1        | [ 11 ] [ 4 ] |
| 矮人要塞       | 塔·亞當斯                       | PC            | 2006   | 由於該作品目前仍在持續更新中，MoMA會於遊戲推出新版本時下載檔案，並存檔至其自有伺服器中；另鑒於該作品之檔案龐大、玩法較為複雜，MoMA將該作品的精華片段濃縮為影片，以便遊客欣賞 | 1        | [ 11 ] [ 4 ] |
| 星戰前夜       | CCP Games                       | PC            | 2003   | 目前僅以將遊戲多年發展之精華片段製為影片的形式展出 | 1        | [ 11 ] [ 4 ] |
| 流             | Thatgamecompany                 | 多平臺        | 2006   | | 1        | [ 11 ] [ 4 ] |
| 塊魂           | 南夢宮                          | PlayStation 2 | 2004   | 曾於MoMA「世紀之子 與設計一同成長」（"Century of the Child: Growing by Design"）展覽展出                                                                                     | 1        | [ 11 ] [ 4 ] |
| 美格福斯奧德賽 | 拉夫·亨利·貝爾                  | 不適用        | 1972   | 第一世代家用遊戲機 | 2        | [ 12 ]       |
| 我的世界       | Mojang                          | PC            | 2011   | | 2        | [ 12 ]       |
| 迷霧之島       | Cyan Worlds                     | 多平臺        | 1993   | 目前僅以影音形式展示 | 1        | [ 11 ] [ 4 ] |
| 吃豆人         | 南夢宮                          | 街機          | 1980   | | 1        | [ 11 ] [ 4 ] |
| Passage        | 傑森·羅勒                       | PC            | 2008   | | 1        | [ 11 ] [ 4 ] |
| 乓             | 雅達利                          | 多平臺        | 1972   | | 2        | [ 12 ]       |
| 傳送門         | 維爾福                          | 多平臺        | 2007   | | 1        | [ 11 ] [ 4 ] |
| 模擬城市2000   | Maxis                           | 多平臺        | 1994   | 由於作品結構較為複雜，目前僅有專為展覽開發的試玩版展出，並在展廳周圍以壁畫形式展示遊戲截圖                                                                                   | 1        | [ 11 ] [ 4 ] |
| 模擬市民       | Maxis                           | 多平臺        | 2000   | 目前僅以影音形式展示 | 1        | [ 11 ] [ 4 ] |
| 貪食蛇         | 諾基亞                          | 多平臺        | 1997   | | 4        |              |
| 太空侵略者     | 太東                            | 街機          | 1978   | | 2        | [ 12 ]       |
| 快打旋風II     | 卡普空                          | 街機          | 1991   | | 3        |              |
| 暴風雨         | 雅達利                          | 街機          | 1981   | | 2        | [ 12 ]       |
| 俄羅斯方塊     | 阿列克謝·帕基特諾夫             | 多平臺        | 1984   | 於MoMA展出的遊戲版本運行於一臺蘋果電腦上，並在持有俄羅斯方塊系列作品版權的俄羅斯方塊公司協助下重現了1980年代電腦螢幕的顯示風格                                               | 1        | [ 11 ] [ 4 ] |
| Vib-Ribbon     | 七音社                          | PlayStation   | 1999   | | 1        | [ 11 ] [ 4 ] |
| 亞爾的復仇     | 雅達利                          | 雅達利2600    | 1982   | | 2        | [ 12 ]       |

## 預計納入之作品
在持續公布收錄名單的同時，MoMA也列出了一些期望在未來能納入館藏的電子遊戲作品：
| - 《太空戰爭》（1962） - 《魔域》（1980） - 《大金剛》（1981） - 《M.U.L.E.》（1983） | - 《磁芯大戰》（1984） - 《狂暴彈珠》（1984） - 《超級瑪利歐兄弟》（1985） - 《薩爾達傳說》（1986） - 《NetHack》（1987） | - 《超時空之鑰》（1995） - 《超級瑪利歐64》（1996） - 《神通鬼大》（1998） - 《動物之森》（2001） |

## 外部連結
- 現代藝術博物館 - 應用設計 （页面存档备份，存于） （英文）
- 現代藝術博物館 - 一系列的想法 （页面存档备份，存于） （英文）